# A Private Little War
A Private Little War is een aflevering van de De oorspronkelijke serie van Star Trek.
Deze werd voor het eerst uitgezonden op 2 februari 1968 op de Amerikaanse televisiezender NBC.
Het thema in deze aflevering is het wel of niet toepassen van de Prime Directive.

## Synopsis
Kirk, Spock en Dr. McCoy doen onderzoek op de planeet planeet Neural in de Zeta Boötis. Bij hun vorige bezoek was er nog geen sprake van technische kennis maar nu blijkt een van de stammen bewapend te zijn met vuurwapens. Het blijkt dat een Klingon deze geleverd heeft. Hij wil dat zijn stam de planeet gaat overheersen en zich vervolgens aansluit bij het Klingonrijk. Kirk kiest er voor om de andere partij ook te bewapenen maar beseft dat hij hiermee een wapenwedloop op gang brengt. Hij schendt hiermee het Prime Directive maar geeft aan dat het de enige manier is om het machtsevenwicht te herstellen.

## Trivia
- De schrijver van het script wilde een vergelijking maken met de Vietnamoorlog waar ook twee grootmachten een volk aan het bewapenen waren. Het script werd aangepast om deze vergelijking minder duidelijk te maken.
- In deze aflevering wordt de bemanning aangevallen door een Mugato, een witte reusachtige aap. In de film Zoolander uit 2001 komt een persoon voor met de naam mugatu. Zijn kapsel (en dat van zijn poedel) lijkt geïnspireerd op de mugato uit Star Trek.